# Timofei Iwanowitsch Schmalew
Timofei Iwanowitsch Schmalew  (russisch Тимофей Иванович Шмалев, * 1736 in Chlynow, Russisches Kaiserreich; † 7. Julijul. / 18. Juli 1789greg. in Ochotsk) war ein russischer Offizier und von 1771 bis 1773 Kommandant von Kamtschatka. In den 1770er und 1780er Jahren sammelte und verfasste er zahlreiche Berichte zur Geschichte, Ethnografie und Geographie Ostsibiriens und der Aleuten.

## Leben
Timofei Schmalew wurde 1736 in Chlynow als Sohn des Sekundmajors Iwan Stepanowitsch Schmalew geboren. Dieser legte dem Staatlichen Kriegskollegium 1749 einen Plan zur Unterwerfung der Tschuktschen vor, die die russischen Besatzer unter Dmitri Pawluzki am 14. März 1747 geschlagen hatten. 1753 wurde Iwan Schmalew als Kommandant des auf der Tschuktschen-Halbinsel gelegenen Forts Anadyrski Ostrog eingesetzt.
Timofei Schmalew trat wie sein jüngerer Bruder Wassili (1737–1799) in die Fußstapfen seines Vaters und schlug ab 1749 eine militärische Laufbahn ein. Beide Brüder verbrachten ihr weiteres Leben auf militärischen Außenposten im Fernen Osten Russlands. Timofei versah ab 1757 militärisch-administrative Aufgaben in Anadyrsk, Nischnekolymsk, Ochotsk, Gischiginsk und schließlich auf Kamtschatka. Zu seinen ausgedehnten Reisen durch Tschukotka gehörte auch eine Militärexpedition gegen die Tschuktschen, mit deren Anführern er aber 1778 in Gischiginsk einen Friedensvertrag schloss.
Von 1765 bis 1769 war Schmalew, eingesetzt von Friedrich Plenisner, der militärische Befehlshaber der russischen Forts auf Kamtschatka in Werchnekamtschatsk und Nischnekamtschatsk. In dieser Funktion unterstützte er russische Entdeckungsfahrten an die nordpazifischen Küsten wie die Expeditionen von Iwan Sindt im Jahr 1766 sowie von Pjotr Krenizyn und Michail Lewaschow von 1768 bis 1770. 1770 geleitete er Ischanojuk Inikin (russischer Taufname: Ossip Arsentjewitsch Kusnezow), den als Geisel genommenen Sohn des Häuptlings von Attu, nach Sankt Petersburg, wo sie von Zarin Katharina der Großen empfangen wurden. Durch kaiserliches Dekret wurde Schmalew zum Kapitan befördert. Von 1771 bis 1773 war er Kommandant von Kamtschatka. Er bemühte sich, die Siedler unter den schwierigen klimatischen Bedingungen des Landes zu unterstützen, und stellte ihnen Saatgut, Vieh und landwirtschaftliche Geräte zur Verfügung. Chefkommandant war Wassili Chmetewski.
Im Sommer 1787 nahm Schmalew an der Billings-Sarytschew-Expedition teil, die der Kolyma zur Ostsibirischen See und weiter der nordöstlichen Küste Sibiriens bis zum Kap Bolschoi Baranow folgte. Er befand sich an Bord der Jasashna, die von Gawriil Sarytschew befehligt wurde. Auf Empfehlung von Joseph Billings wurde Schmalew zum Hafenkommandanten von Ochotsk ernannt. Er kam dort im Sommer 1789 an, starb jedoch plötzlich, bevor er sein Amt übernehmen konnte.
Schmalew war verheiratet mit der Tochter des Jakuten Iwan Andrejewitsch Borissow-Daurkin, dem Taufpaten des tschuktschisch-russischen Dolmetschers und Entdeckungsreisenden Nikolai Daurkin.

## Schmalew als Historiker und Ethnograf
Auf seiner Reise nach Sankt Petersburg hatte Timofei Schmalew 1770 die Bekanntschaft des Historikers und Geographen Gerhard Friedrich Müller gemacht. Es entwickelte sich eine regelmäßige und umfangreiche Korrespondenz, die bis zum Tod des Gelehrten im Jahr 1783 dauerte. Schmalew, der von Amts wegen über alle privaten und staatlich geförderten Reisen in der Region um Kamtschatka informiert war, sammelte Berichte zur Geschichte, Ethnografie und Geographie Ostsibiriens und der Aleuten und schickte sie an Müller. Die meisten Manuskripte befinden sich heute in der Sammlung G. F. Müller im Russischen Staatsarchiv Alter Akten. Schmalew hinterließ etwa 40 Bände zur Geschichte und Geographie Sibiriens. Seine Karte Kamtschatkas und der neu entdeckten amerikanischen Länder vom 6. September 1775 war eine der für dieses Gebiet genauesten Karten seiner Zeit.

## Werke
- Краткое описание о Камчатке, учиненное в июне месяце 1773 года, камчатским командиром капитаном Тимофеем Шмалевым (Eine kurze Beschreibung Kamtschatkas, verfasst im Juni 1773 vom Kommandanten Kamtschatkas Kapitan Timofei Schmalew), 1774.
- Статистические и географические замечания, сделанные капитаном Тим. Шмалевым после 1736 г. об отдаленных местах в Сибири, с приложением разных бумаг, касающихся до этого описания (Statistische und geografische Notizen von Kapitan Tim. Schmalew nach 1736 über abgelegene Orte in Sibirien, mit einem Anhang verschiedener Papiere zu dieser Beschreibung), 1775.
- Примечания кап. Тим. Шмалева о морских путешествиях по Ледовитому и Охотскому морям с описаниями островов, на них лежащих (Notizen von Kap. Tim. Schmalew über Seereisen auf dem Eis- und dem Ochotskischen Meer mit Beschreibungen der darin liegenden Inseln), 1775